# CSN (음반)
《CSN》은 크로스비, 스틸스 & 내시의 세 번째 스튜디오 음반으로, 1977년 6월 17일, 애틀랜틱 레코드를 통해 발매되었다. 이 음반은 트리오 구성으로 발표된 두 번째 스튜디오 음반이다. 음반은 빌보드 200 차트에서 2위까지 올랐으며, 이 중 그레이엄 내시의〈Just a Song Before I Go〉는 빌보드 핫 100 차트에서 7위, 스티븐 스틸스의〈Fair Game〉은 43위에 올랐다. 2012년 기준으로, 이 음반은 트리오 구성으로 발표된 음반 중 가장 높은 판매량을 기록했으며, 1969년작 《Crosby, Stills & Nash》보다 20만 장 더 많이 팔렸다. 《CSN》은 미국 음반 산업 협회로부터 플래티넘 4회 인증을 받았다.

## 배경
1970년 봄과 여름, 《Déjà Vu》 발매를 기념한 투어 이후 크로스비, 스틸스 & 내시는 단 한 번, 1974년 CSNY 재결합 투어만을 함께한 프로젝트로 남게 되었다. 데이비드 크로스비와 그레이엄 내시는 듀오로 세 장의 음반을 발표했으며, 크로스비는 개인적으로 솔로 음반 한 장과 버즈 재결합 음반을, 내시는 두 장의 솔로 음반을 발표했다. 스티븐 스틸스는 네 장의 솔로 음반 발매를 포함해, 두 장의 음반을 낸 매너서스와의 짧은 활동, 닐 영과의 투어 및 공동 음반 작업 등 다양한 프로젝트를 진행했으며, 이들 중 일부는 CSNY 프로젝트로 발전할 뻔하기도 했다.
《CSN》은 세 멤버 모두가 뛰어난 작곡 역량을 보여준 음반으로, 이들은 외부의 큰 도움 없이 작곡과 보컬을 직접 담당했으며, 이는 이후 7년간 볼 수 없었던 마지막 사례가 되었다.
음반에 수록된 스틸스의 여러 곡은 그의 결혼 생활에서 비롯된 문제를 반영하고 있으며, 〈Dark Star〉는 그가 버펄로 스프링필드 시절부터 선호해온 라틴 리듬으로 회귀하는 모습을 보여준다. 크로스비는 이전 작업들과 마찬가지로 실존적인 탐구를 이어갔으며, 내시는 라디오 친화적인 어쿠스틱 발라드 〈Just a Song Before I Go〉와 윈체스터 대성당에서 경험한 LSD 환각 체험을 재현한 곡 〈Cathedral〉과 같은 정교한 구성의 곡을 선보였다. 이번 음반의 여러 트랙에는 현악 연주가 포함되었으며, 이는 CSN 프로젝트로서는 처음 있는 일이었다.
이 음반은 1980년대에 처음으로 콤팩트 디스크 형태로 발매되었으며, 이후 오션 뷰 디지털에서 오리지널 테이프를 바탕으로 다시 제작되어 1994년 9월 20일에 재발매되었다. 이후 2013년 4월에는 스티브 호프먼에 의해 다시 리마스터링되어, 2013년 여름 오디오 피델리티에서 24kt 골드 디스크로 발매되었다.

## 평가
| 전문가 평가                   | 전문가 평가 |
| 평가 점수                     | 평가 점수   |
| 출처                          | 점수        |
| ----------------------------- | ----------- |
| AllMusic                      | [ 6 ]       |
| Christgau's Record Guide      | D+          |
| The Rolling Stone Album Guide | [ 8 ]       |

《캐시박스》는 〈Fair Game〉에 대해 "경쾌한 라틴 리듬, 정교하게 맞물리는 하모니, 스티븐 스틸스의 사려 깊은 어쿠스틱 기타 연주가 겹겹이 어우러진다"고 평했다. 또한〈I Give You Give Blind〉에 대해서는 "거세게 밀어붙이는 기타와 피아노", "조화로운 후렴구", "강력한 리듬 요소"를 언급하며 곡의 역동성을 강조했다.
《레코드 월드》는〈Fair Game〉을 "삼바 느낌이 가미된 미드 템포의 스틸스 곡으로, 트리오 특유의 보컬 하모니가 다시 한번 돋보인다"고 평가했다.

## 곡 목록
| #  | 제목                | 작사·작곡                          | 리드 보컬              | 재생 시간 |
| -- | ------------------- | ---------------------------------- | ---------------------- | --------- |
| 1. | 〈Shadow Captain〉  | 데이비드 크로스비, 크레이그 도어지 | 크로스비, 스틸스, 내시 | 4:32      |
| 2. | 〈See the Changes〉 | 스티븐 스틸스                      | 스틸스, 크로스비, 내시 | 2:56      |
| 3. | 〈Carried Away〉    | 그레이엄 내시                      | 내시, 크로스비         | 2:29      |
| 4. | 〈Fair Game〉       | 스틸스                             | 스틸스, 크로스비, 내시 | 3:30      |
| 5. | 〈Anything at All〉 | 크로스비                           | 크로스비               | 3:01      |
| 6. | 〈Cathedral〉       | 내시                               | 내시, 크로스비         | 5:15      |

| #  | 제목                        | 작사·작곡 | 리드 보컬              | 재생 시간 |
| -- | --------------------------- | --------- | ---------------------- | --------- |
| 1. | 〈Dark Star〉               | 스틸스    | 스틸스                 | 4:43      |
| 2. | 〈Just a Song Before I Go〉 | 내시      | 내시                   | 2:12      |
| 3. | 〈Run from Tears〉          | 스틸스    | 스틸스                 | 4:09      |
| 4. | 〈Cold Rain〉               | 내시      | 내시                   | 2:32      |
| 5. | 〈In My Dreams〉            | 크로스비  | 크로스비               | 5:10      |
| 6. | 〈I Give You Give Blind〉   | 스틸스    | 스틸스, 크로스비, 내시 | 3:21      |

## 인증
| 국가                       | 인증        | 판매량/출하량 |
| -------------------------- | ----------- | ------------- |
| 미국 (RIAA)                | 4× 플래티넘 | 4,000,000^    |
| ^출하량을 기반으로 한 인증 |             |               |